# بوستون مارکت
بوستون مارکت (انگلیسی: Boston Market) شرکت رستوران‌های زنجیره‌ای آمریکایی است، که در سال ۱۹۸۵ تأسیس شد.